# Kanton Romilly-sur-Seine-2
Der Kanton Romilly-sur-Seine-2 war bis 2015 ein französischer Kanton im Arrondissement Nogent-sur-Seine im Département Aube und in der Region Champagne-Ardenne. Die landesweiten Änderungen in der Zusammensetzung der Kantone brachten im März 2015 seine Auflösung. Vertreter im Generalrat des Départements war zuletzt Joë Triché von der PCF.
Der Kanton bestand aus einem Teil der Stadt Romilly-sur-Seine.